# فیلیپ اونوره
فیلیپ اونوره ((به فرانسوی: Philippe Honoré) درگذشت: ۷ ژانویه ۲۰۱۵) معروف به اونورِه (Honoré) یک طراح و کاریکاتوریست اهل فرانسه بود. وی طی حادثه تیراندازی در دفتر شارلی ابدو به دست افراد مسلح به قتل رسید.
اونوره ضمن کار در نشریه طنز شارلی اِبدو با لو موند، لیبراسیون، سود وست، لو مَتَن، مجله لیر و چندین روزنامه و نشریه دیگر نیز همکاری داشت.